# Virgichneumon albilineatus
Virgichneumon albilineatus är en stekelart som först beskrevs av Johann Ludwig Christian Gravenhorst 1820.  Virgichneumon albilineatus ingår i släktet Virgichneumon och familjen brokparasitsteklar. Arten är reproducerande i Sverige. Inga underarter finns listade i Catalogue of Life.